# 後藤真希 LIVE TOUR 2007 G-EmotionII 〜How to use SEXY〜
『後藤真希 LIVE TOUR 2007 G-EmotionII 〜How to use SEXY〜』（ごとうまきライブツアー2007ジーエモーションツー ハウトゥユーズセクシー）は、後藤真希のライブビデオ。2007年11月28日に発売された。レーベルはピッコロタウン。

## 概要
- 2007年秋に行われた後藤真希ライブツアーG-EmotionIIの模様が収録されている。
- このDVDは2007年9月23日パシフィコ横浜にて収録。（後藤真希の22歳のBirthday Liveであった）
- このライブツアー終了をもってハロー!プロジェクトを卒業した。
- 前年のツアーG-Emotionに続いて、このライブツアーでも多彩なダンスパフォーマンスを披露している。
- このライブツアーのグッズでは前回のLIVE TOUR 2006～G-Emotion～に密着したドキュメントDVD（『GOTO MAKI DVD Magazine vol.6』）が販売されていた。
- このDVDに出演しているダンサーは、男性がMARO（MAROKA NOMURA）、ZIN（YUSAKU ZIN）。女性がKANA（KANA TOKAIRIN）、RYON-RYON（RYOKO NOMURA）。なお男性ダンサーのZIN（浜崎あゆみのバックダンサーなどを務めている）は関東方面のみの出演で、その他の地方では代役でRYO（RYO TANAKA）が出演した。

## 収録曲
1. OPENING
2. シークレット
3. G-Emotion History
4. How to use Loneliness
5. SOME BOYS! TOUCH
6. City Wind
7. 溢れちゃう…BE IN LOVE　＊A Passionate Mixのアレンジ
8. Dance Performance
9. エキゾなDISCO
10. ねえ 寂しくて
11. DAYBREAK
12. 秘密
13. Dance Performance
14. LOVE LIKE CRAZY
15. WOW 素敵!
16. MC
17. LIKE A GAME
18. 抱いてよ! PLEASE GO ON
19. MC
20. ガラスのパンプス
21. GIVE ME LOVE【ENCORE】
22. MC【ENCORE】
23. 愛のバカやろう【ENCORE】
24. ENDING【ENCORE】
25. MC【W ENCORE】
26. 涙の星【W ENCORE】